# Arjasa (Jember)
Arjasa is een bestuurslaag in het regentschap Jember van de provincie Oost-Java, Indonesië. Arjasa telt 8072 inwoners (volkstelling 2010).